# Édouard et Caroline
 (janvier 2024).
Si vous disposez d'ouvrages ou d'articles de référence ou si vous connaissez des sites web de qualité traitant du thème abordé ici, merci de compléter l'article en donnant les références utiles à sa vérifiabilité et en les liant à la section « Notes et références ».
Pour plus de détails, voir Fiche technique et Distribution.
Édouard et Caroline est un film français réalisé par Jacques Becker, sorti en 1951.

## Résumé
Édouard et Caroline se préparent pour une soirée mondaine organisée par l'oncle de cette dernière et au cours de laquelle Édouard, pianiste, doit donner un concert devant un parterre d'invités sélectionnés. Mais il ne trouve plus son gilet de smoking et doit aller en emprunter un chez le cousin de Caroline. Pendant ce temps, celle-ci décide de couper sa robe pour la mettre au goût du jour, ce que Édouard va lui reprocher à son retour. Dispute conjugale, cris, gifles, demande de divorce : il faudra toute la nuit pour que le couple se réconcilie enfin au petit matin.

## Fiche technique
- Titre : Édouard et Caroline
- Réalisation : Jacques Becker
- Scénario et adaptation : Annette Wademant et Jacques Becker
- Dialogues : Annette Wademant
- Premier assistant-réalisateur : Marcel Camus, Deuxième assistant-réalisateur : Michel Clément
- Décors : Jacques Colombier, assisté de Robert Guisgand
- Costumes : Carven, pour les robes, Roland Meyer, pour les fourrures et Marie-Rose Lebigot, pour la lingerie
- Photographie : Robert Lefebvre
- Opérateur : Paul Soulignac, assisté de Gilbert Sarthre et Gaston Muller
- Son : William-Robert Sivel, assisté d'Arthur Vandermercen et Pierre Zann
- Montage : Marguerite Renoir, assistée de Nelly Bogor
- Musique : Jean-Jacques Grunenwald
- Script-girl : Colette Crochot
- Photographe de plateau : Henri Thibault
- Régisseur général : André Michaud
- Maquillage : Joseph Mejinsky
- Coiffures : Odette Berroyer et Antoine
- Production : U.G.C, C.I.C.C
- Producteur délégué: Raymond Borderie
- Coproducteur (non crédité) : André Halley des Fontaines
- Directeur de production : Robert Bossis
- Distribution : A.G.D.C (Alliance Générale de Distribution Cinématographique)
- Distribution DVD France (2013) : Tamasa-StudioCanal
- Administrateur général : Charles Borderie
- Attaché de presse : Jean Laurance
- Tournage du 14 novembre 1950 au 13 janvier 1951, dans les studios de Billancourt (Paris-Studios-Cinéma)
- Format :  Son mono - 35 mm - Noir et blanc - 1,37:1
- Enregistrement : Western Electric
- Tirage : Laboratoire L.T.C Saint-Cloud
- Trucage : LAX
- Genre : Comédie
- Durée : 92 minutes
- Date de sortie : 
  - France - 06 avril 1951
- Visa de censure N° 10878 délivré le 6 avril 1951
- Affiche : Henri Cerutti (France)

## Distribution
- Daniel Gélin : Édouard Mortier, un jeune pianiste
- Anne Vernon : Caroline Mortier, sa femme un peu évaporée
- Jacques François : Alain Beauchamp, le cousin snob de Caroline, amoureux d'elle
- Jean Galland : Claude Beauchamp, l'oncle snob de Caroline et père d'Alain
- Élina Labourdette : Florence Borch de Montreuil
- William Tubbs : Spencer Borch, le mari de Florence
- Betty Stockfeld : Lucy Barville
- Jean Toulout : Hervé Barville, le mari de Lucy
- Jean Riveyre : Julien, le valet de chambre de Claude Beauchamp
- Grégoire Gromoff : Igor, l'extra russe
- Edmond Ardisson : le coiffeur
- Yette Lucas : madame Leroy, la concierge
- Jean-Pierre Vaguer : Ernest, le neveu de la concierge, en permission pour 24 heures
- Jean Marsac : monsieur Foucart
- Hélène Duc : Olivia, l'invitée mélomane
- Charles Bayard : un invité
- Louis Vonelly : un invité
- Micheline Rolla : une invitée
- Pierre Marnat : un invité
- Hélène Batteux

## Tournage

### Interprétation de la musique
C'est le pianiste Thierry de Brunhoff qui prête ses mains à Daniel Gélin dans certaines prises de vue, mais c'est Samson François que l'on entend jouer.

## Distinction
Le film est présenté en sélection officielle au festival de Cannes 1951.